# (35231) 1995 GH7
1995 GH7 (asteroide 35231) é um asteroide da cintura principal. Possui uma excentricidade de 0.14173190 e uma inclinação de 7.64045º.
Este asteroide foi descoberto no dia 4 de abril de 1995 por Kin Endate e Kazuro Watanabe em Kitami.